# Палаццо Пьянетти
Палаццо Пьянетти (итал. Palazzo Pianetti) — исторический дворец в стиле рококо в городе Ези (регион Марке, Италия). Здесь расположены городской музей с выставочным пространством и картинная галерея.

## История
Палаццо было построено в 1730 году по проектам Кардоло Марии Пьянетти. Сложная внутренняя отделка лепниной и красками изображает разнообразные сюжеты и темы. Они включают фрески на сюжеты из вергилиевской «Энеиды» работы Плачидо Лаццарини, комната второго этажа была расписана флорентийцем Бандинелли.

Палаццо Пьянетти
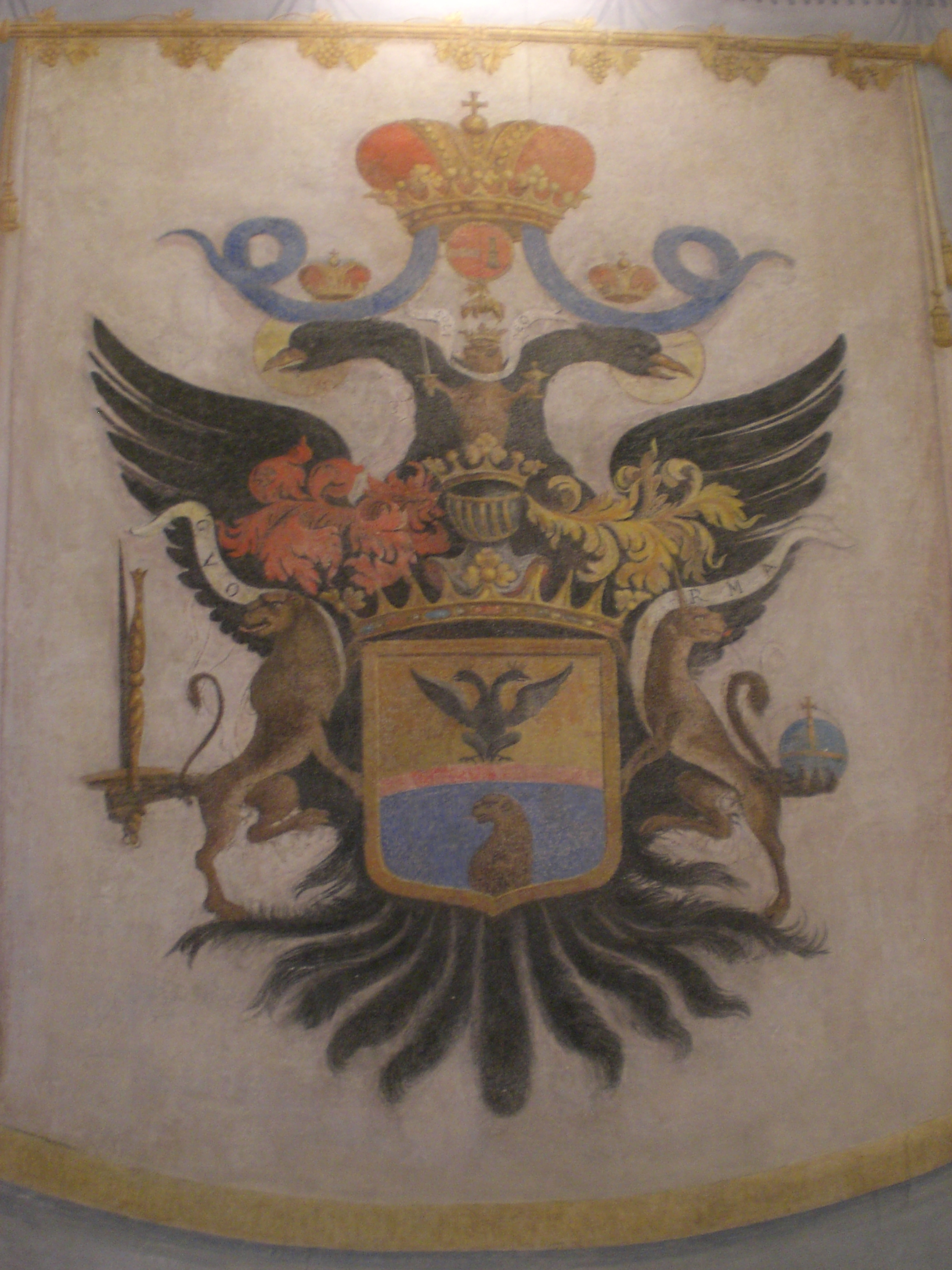
Родовой герб Пьянетти
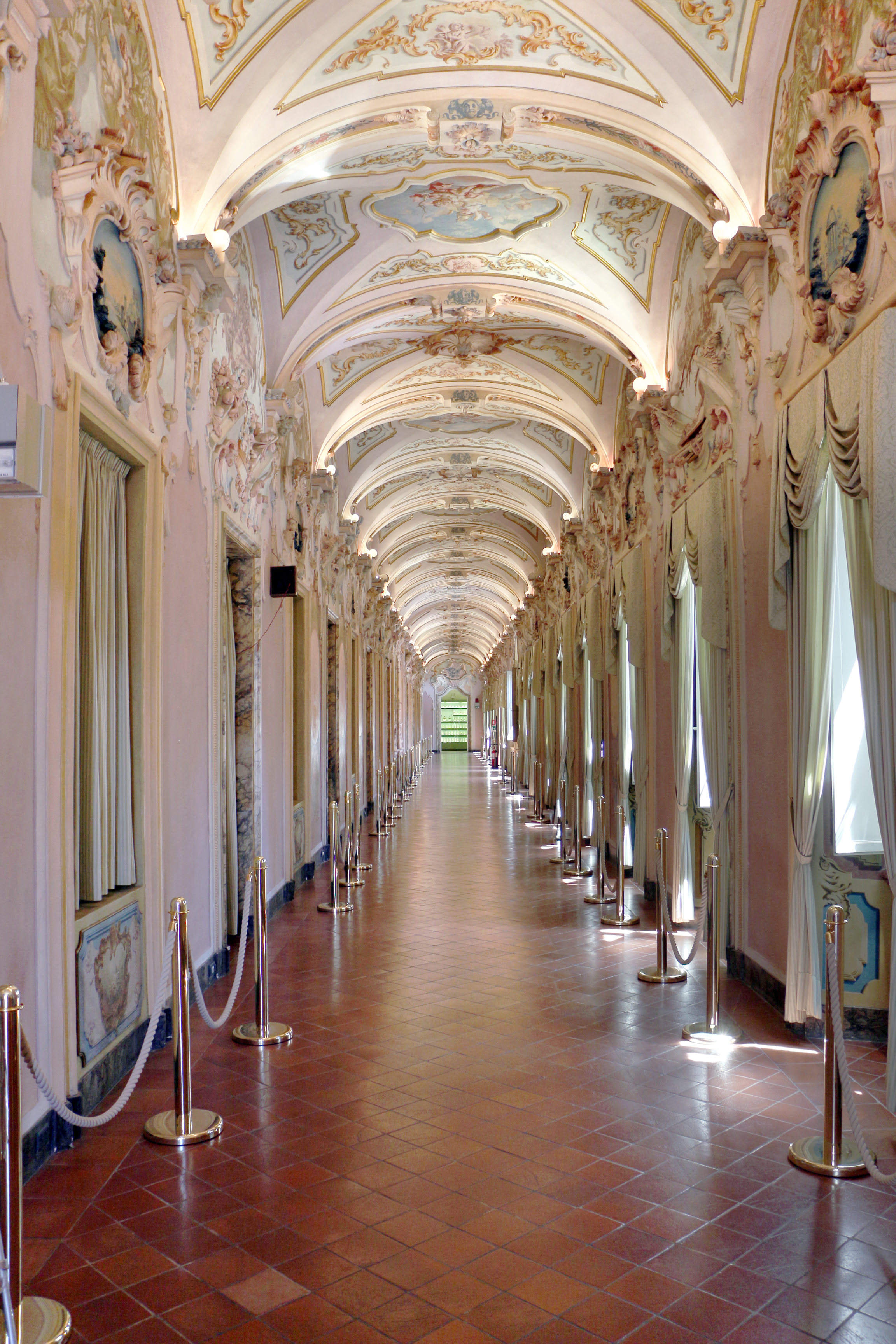
Галерея
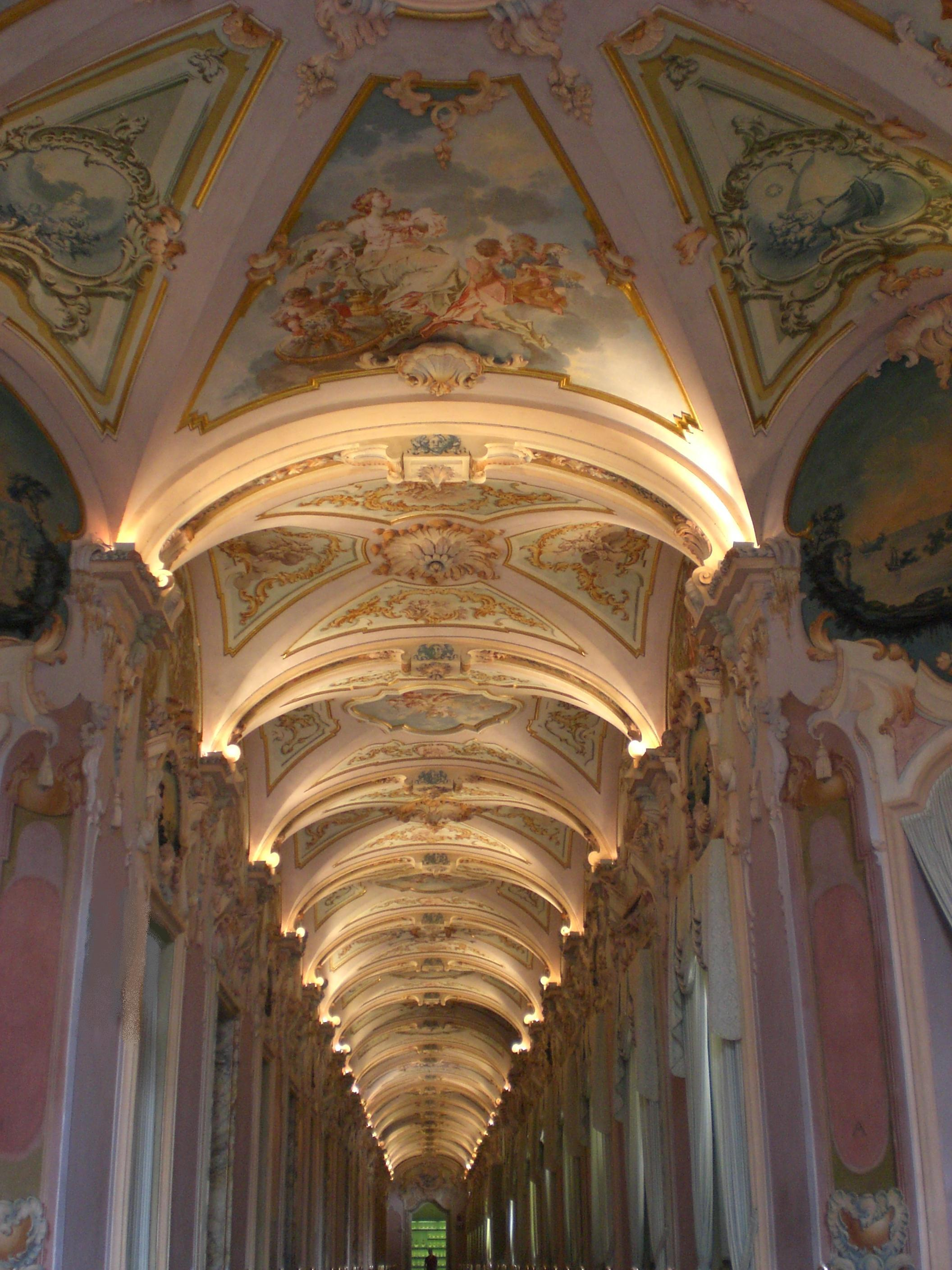
Фрески галереи
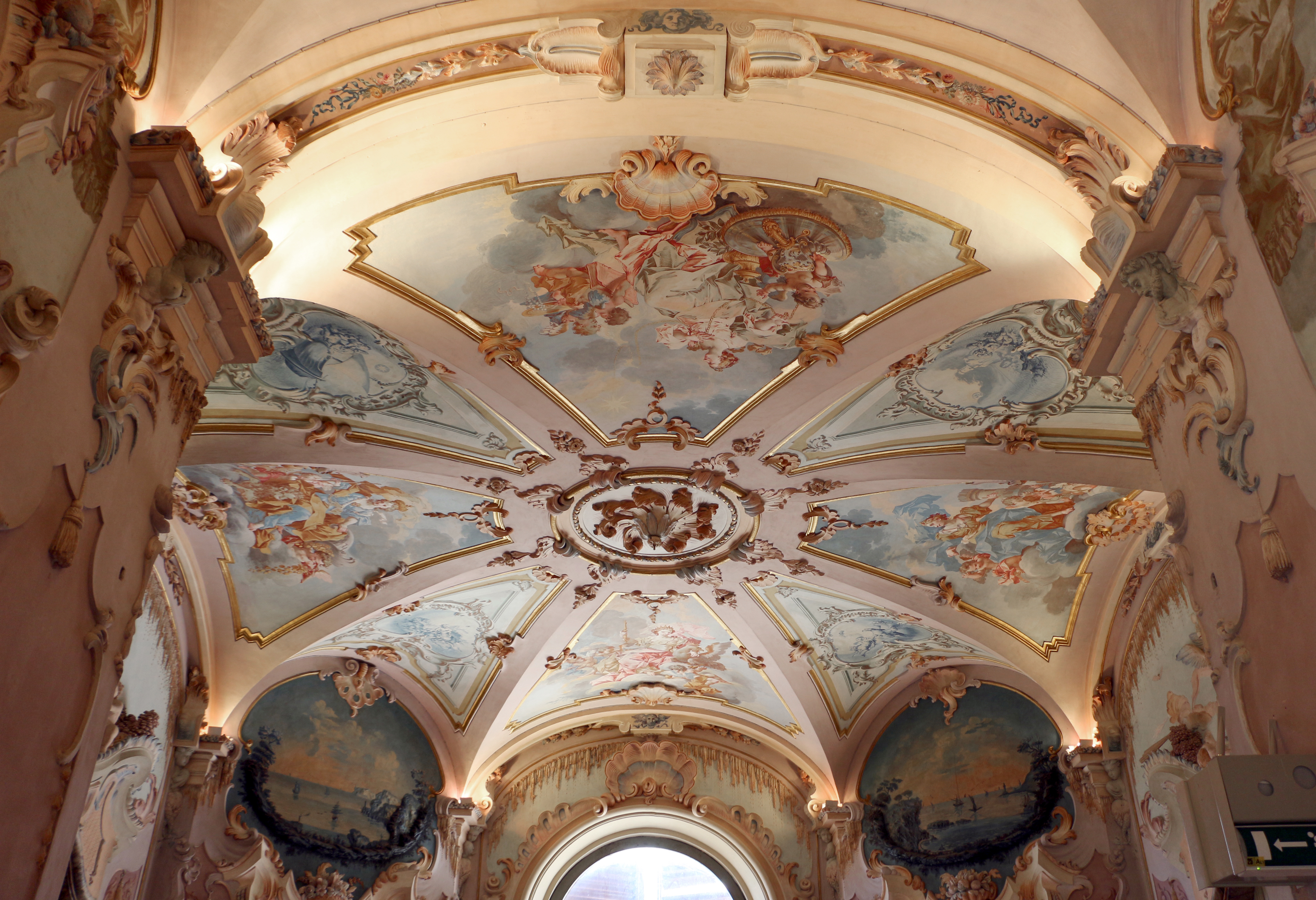
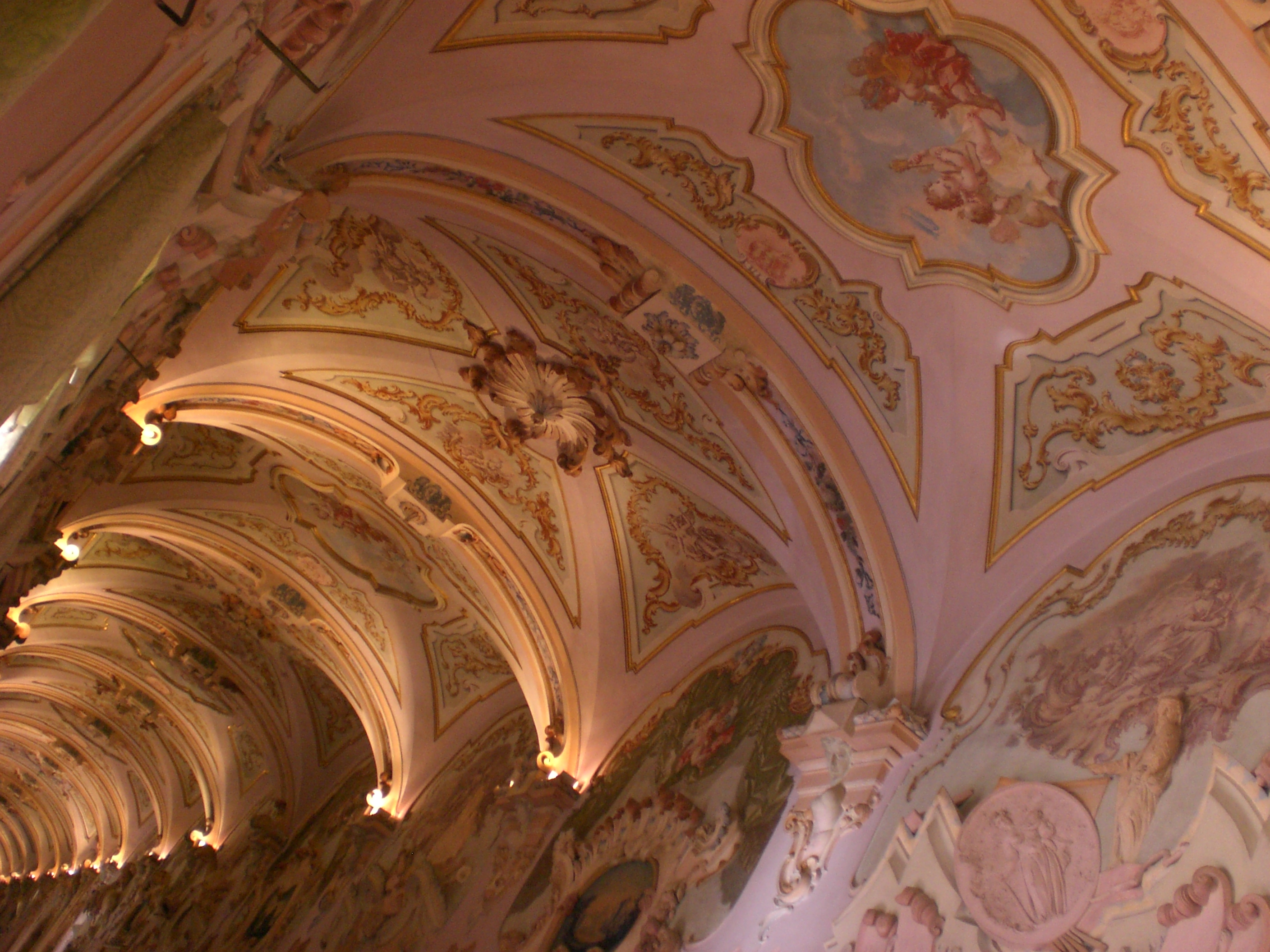

## Картинная галерея
В соседнем здании находится городская картинная галерея (пинакотека). Наиболее важными работами в коллекции являются работы Лоренцо Лотто, выполненные в 1512-1535 годах для церквей Сан-Франческо-аль-Монте и Сан-Флориано; к ним относятся большой алтарный образ Снятие с креста (1512), Мадонна с розами (1526), три пределлы алтарного образа Святой Люсии, рассказывающие историю её мученичества (1532) и Посещение (1531-35).
Помимо вышеупомянутых работ, в галерее представлены картины таких художников как Кристофоро Ронкалли, Карло Чиньяни, Джиакомо дель По, Христофор Унтербергер, Алессандро Тиарини и других.

Пинакотека Пьянетти
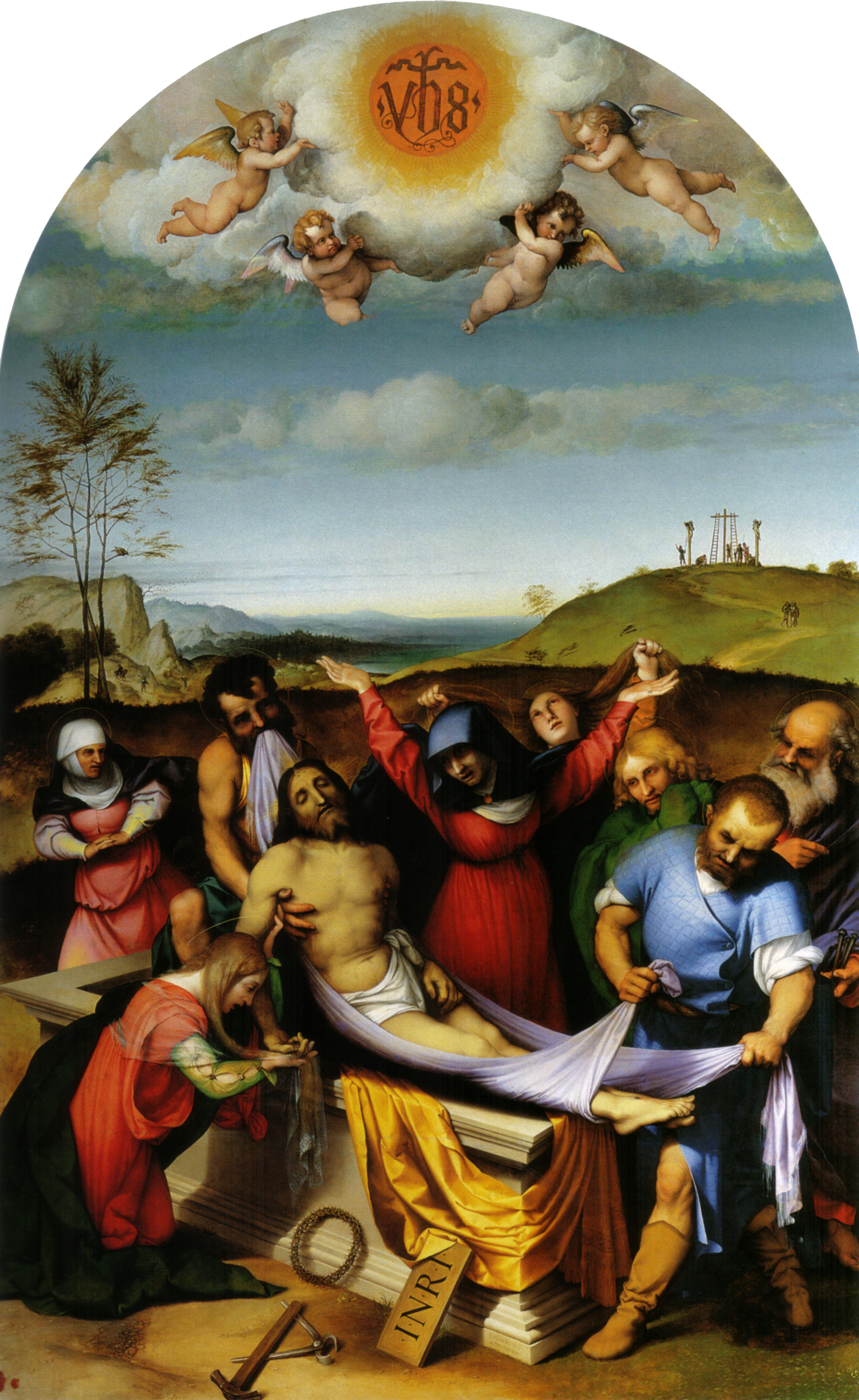
«Положение во гроб», Лоренцо Лотто (около 1509)
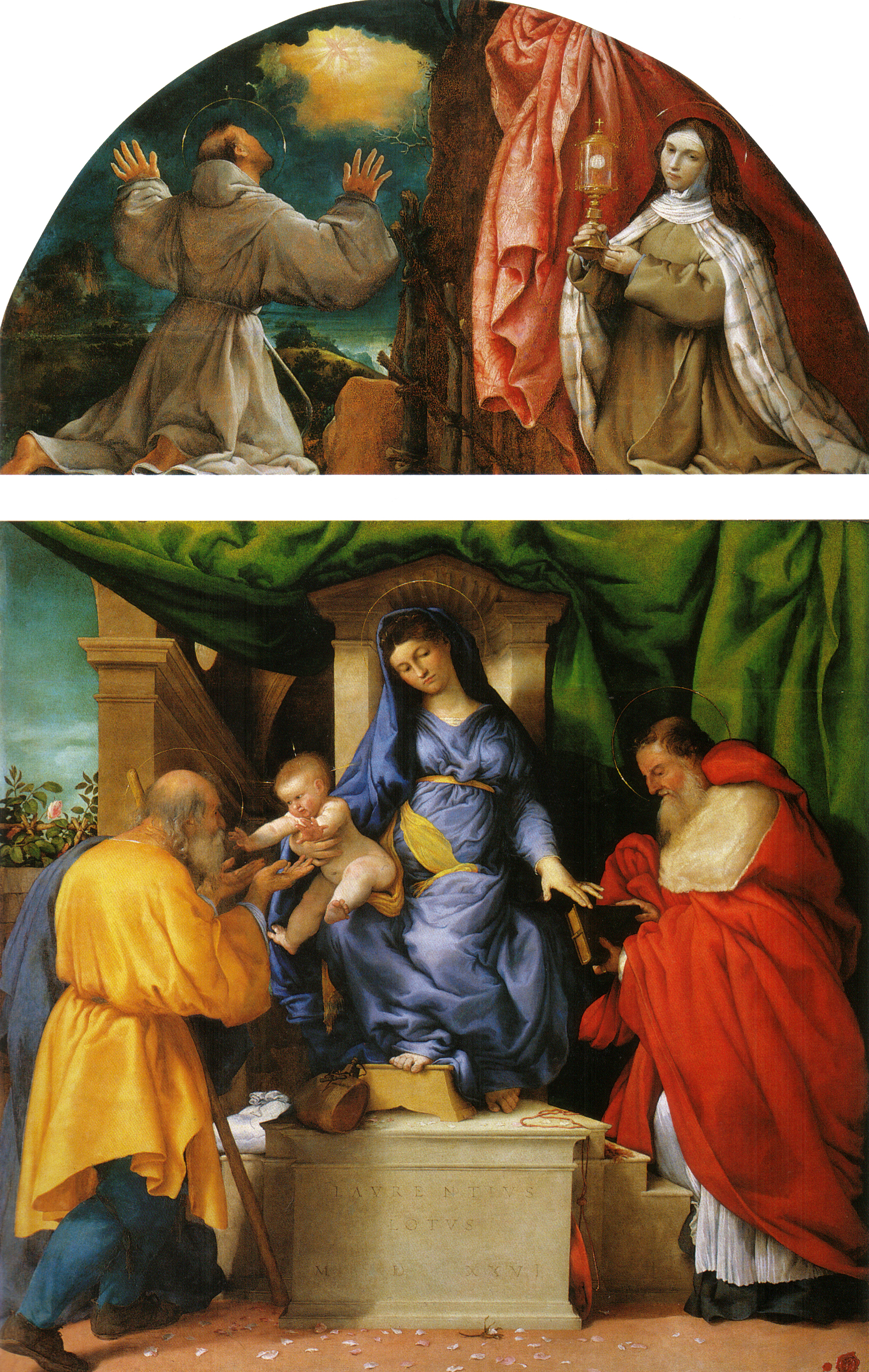
«Алтарь Сан-Франческо-аль-Монте», Лоренцо Лотто (1526)
«Святая Луция перед судьёй», Лоренцо Лотто (1532)
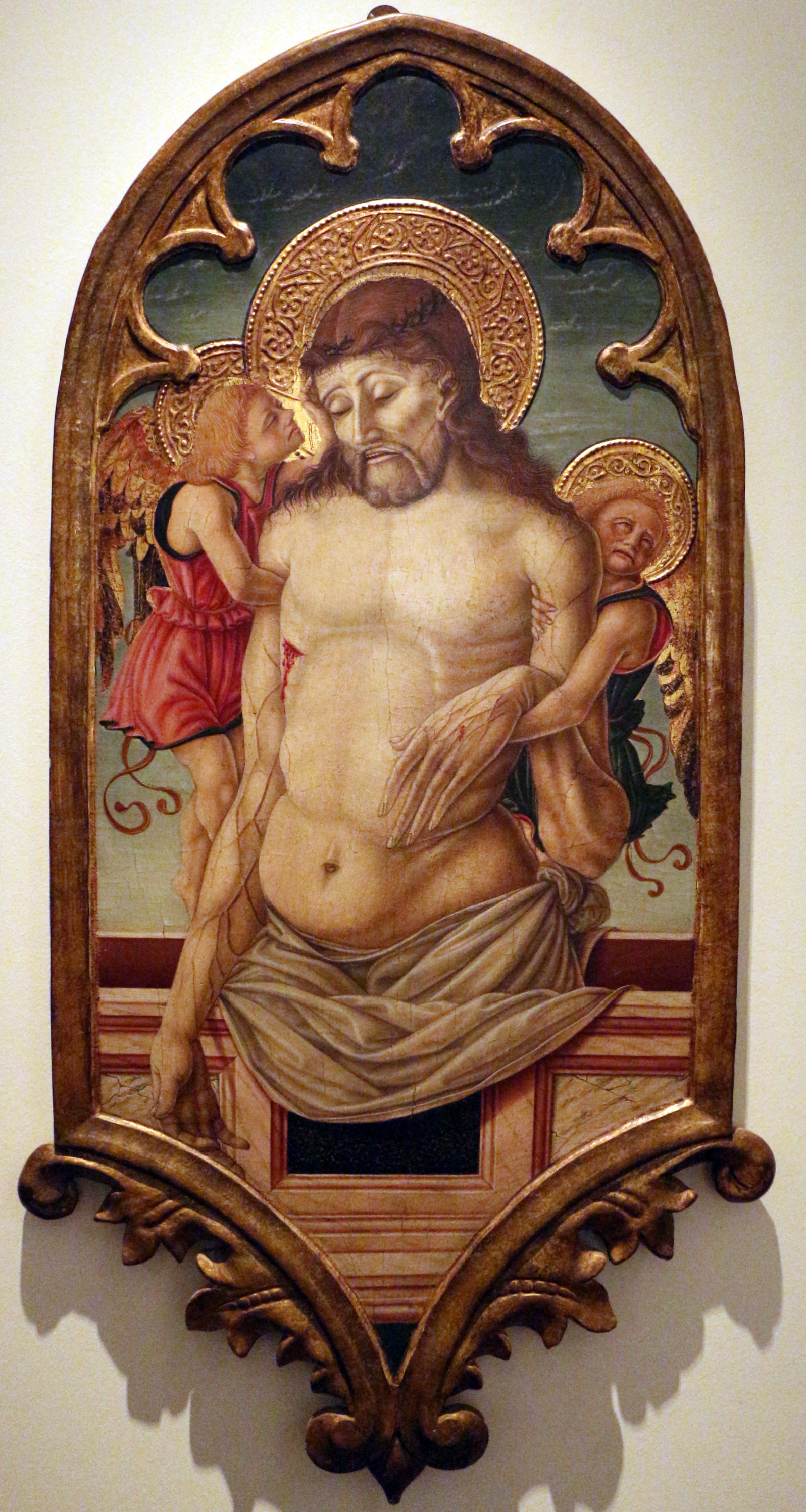
«Муж скорбей с двумя ангелами» Николя ди Маэстро Антонио д'Анкона (около 1490)